# Charadrius leschenaultii

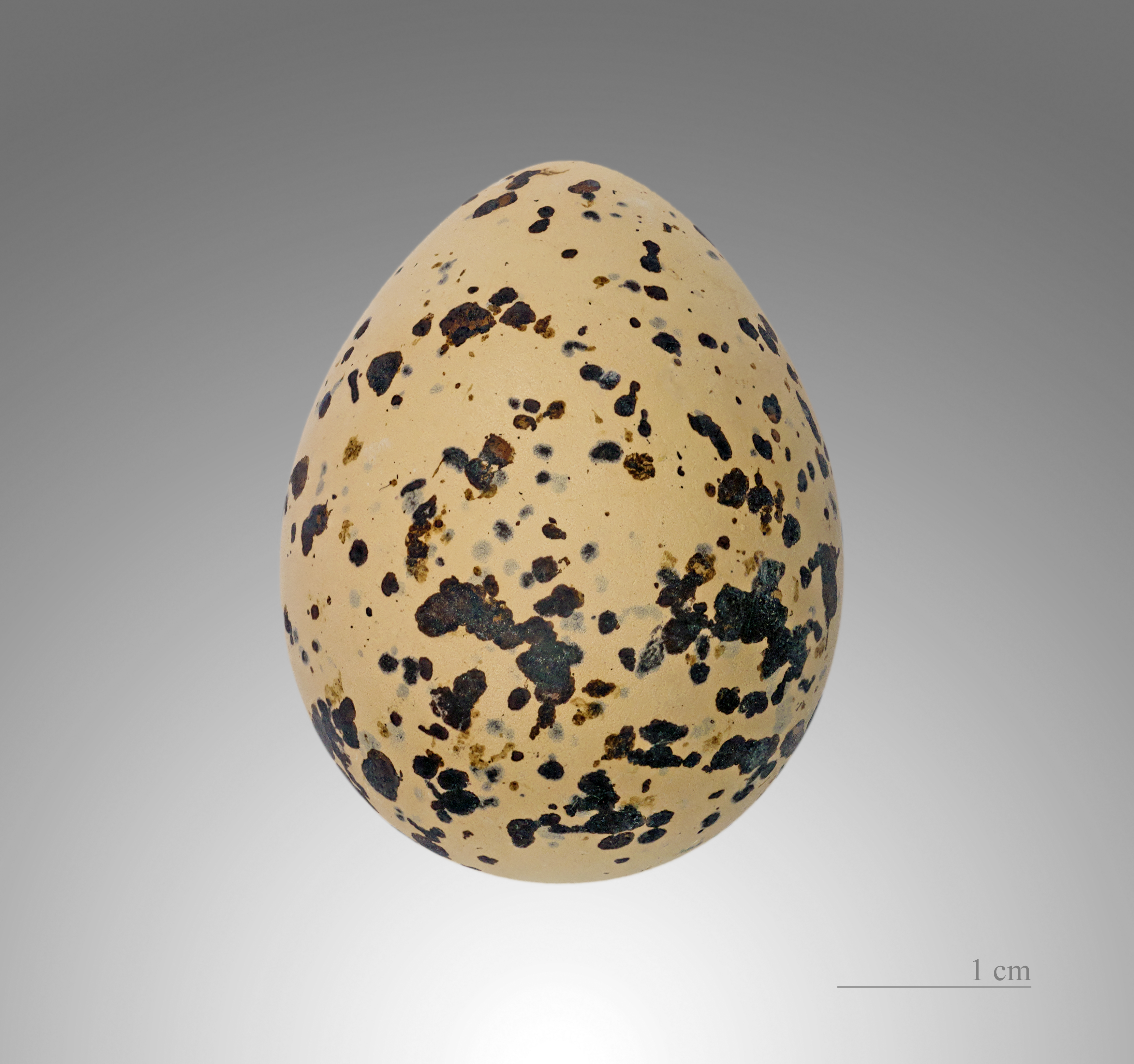
Uovo di Charadrius leschenaultii

Il corriere di Leschenault (Charadrius leschenaultii Lesson, 1826) è un uccello della famiglia dei Charadriidae.
L'epiteto specifico è un omaggio al naturalista francese Jean Baptiste Leschenault de la Tour (1773-1826).

## Distribuzione e habitat
La sottospecie C. l. columbinus nidifica in Turchia, Siria, Giordania, Armenia, Azerbaigian e Afghanistan meridionale; sverna sulle coste del Golfo Persico, del Mar Rosso, del Golfo di Aden e del Mar Mediterraneo sudorientale; di passo in Europa centro-meridionale compresa l'Italia, in Scandinavia, Regno Unito e nel Nordafrica. C. l. crassirostris nidifica nelle regioni del Caucaso fino al Kazakistan sudorientale; sverna in Africa orientale e sudorientale; di passo in Senegal, Nigeria, Ruanda, Zimbabwe. C. l. leschenaultii nidifica nella Cina occidentale, in Mongolia e Siberia meridionali e attorno ai Monti Altaj; sverna in Australasia; di passo negli Stati Uniti.

## Sistematica
Charadrius leschenaultii ha tre sottospecie:
- Charadrius leschenaultii columbinus
- Charadrius leschenaultii crassirostris
- Charadrius leschenaultii leschenaultii